# 안드레이 기리치
안드레이 이바노비치 기리치(러시아어: Андрей Иванович Гирич, 1918년 10월 28일 ~ 1973년 4월 11일)는 우크라이나의 군인이다.
우크라이나 야호틴(Yahotyn)에서 노동자의 아들로 태어나서 키예프에 위치한 학교를 졸업했다. 키예프 비행사 클럽에 가입하면서부터 비행사로 활동했고 1939년에는 소련 군대에 입대했다. 1941년에는 소련 공산당에 입당했다. 제2차 세계 대전 기간 동안에는 크림반도 전역, 데브레첸 전투, 부다페스트 포위전, 프라하 공세에 참전하면서 나치 독일의 공군기를 격추시켰다.
소련 정부로부터 적성훈장(1941년 11월 5일), 적기훈장(1943년 9월 4일), 소비에트 연방영웅 칭호, 레닌 훈장(1945년 2월 23일), 수보로프 훈장(1945년 6월 8일)을 받았다. 1958년에는 공군 소장 계급을 받았다.